# Septoria exotica
Septoria exotica är en svampart som beskrevs av Speg. 1880. Septoria exotica ingår i släktet Septoria och familjen Mycosphaerellaceae.   Inga underarter finns listade i Catalogue of Life.